# MicroARN
En genètica, els microARNs (miARN) són molècules d'ARN unicatenari d'uns 21-23 nucleòtids de longitud mitjançant els quals es modula l'expressió d'altres gens. Els miARNs estan transcrits a partir d'ADN, però no poden ser traduïts i, per tant, no se n'obté cap proteïna (ARN no codificant). En lloc d'això, el primer transcrit que se n'obté ("pri-miARN") és processat fins a l'obtenció d'unes molècules en forma de llaç ("pre-miARN") i, finalment, se n'obté el miARN funcional. Els miARNs madurs són complementaris parcialment o totalment a alguna molècula d'ARN missatger (ARNm), tret mitjançant el qual en modulen l'expressió, ja que, mentre el microARN es manté unit a l'ARNm (durant un temps proporcional al seu grau de complementarietat), els complexos traduccionals són incapaços de traduir-lo.
Els microARNs van ser descrits, per primer cop, l'any 1993 gràcies a Lee i altres investigadors de la Universitat Harvard.

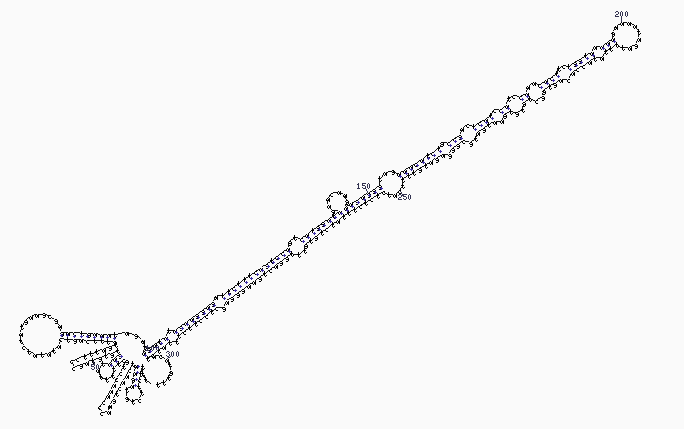
L'estructura secundària en forma de llaç d'un pre-microARN de Brassica oleracea.

El terme miARN fou introduït en un grup de tres articles dins la publicació Science, el 26 d'octubre de 2001.

## Formació i processament
Els gens que codifiquen per als microARN són molt més llargs que la molècula processada; els microARN són transcrits, en primer lloc, en forma de primer transcrit (pri-miARN) i processats fins a l'obtenció d'unes molècules d'uns 70 nucleòtids, els pre-miARN, que adquireixen forma de llaç gràcies al fet que contenen, en la seva estructura, seqüències palindròmiques que es complementen i s'uneixen, de forma que obtenim ARN de doble cadena. Tot aquest procés té lloc dins del nucli cel·lular i és dut a terme, en animals, gràcies a un complex proteic conegut com a Microprocessador, format per la nucleasa Drosha i la proteïna lligada a ARN de doble cadena Pasha. Aquests pre-miARN són, aleshores, traslladats al citoplasma cel·lular i processats fins a l'obtenció de microARN madurs, gràcies a la interacció amb l'endonucleasa Dicer, que inicia la formació del complex inductor de silenci en ARN (RISC). Aquest complex és l'encarregat de silenciar l'expressió de certs ARNm. Aquesta mateixa via pot variar lleugerament en el cas dels vegetals a causa de la mancança de la proteïna Drosha o els seus homòlegs. En el seu lloc, és un homòleg de Dicer qui en realitza uns quants passos.
Zeng et al. demostraren que, per a un eficaç processament dels pre-miARN a càrrec de l'enzim nuclear Drosha, és necessària la presència d'una molècula d'ARN unicatenària als dos extrems (3' i 5') de la molècula de hairpin. Ells van descobrir que aquests motius podrien tenir una composició diferent així que la seva llargària és d'una importància vital perquè el processament es dugui a terme correctament fins al final. Aquests descobriments foren confirmats gràcies a una investigació de Han et al. A través d'eines bioinformàtiques, Han et al. analitzaren paquets de 321 i 68 pri-miARN d'humà i mosca, respectivament. Els 280 pri-miARN humans i els 55 de mosca foren seleccionats per a estudis posteriors, excloent-ne aquelles molècules que varen presentar múltiples llaços. Ambdós tipus de pri-miRNA contenien regions estructurals molt semblants, que els autors anomenaren "segments basals", "branca baixa", "branca alta" i "llaç terminal" segons la seva posició dins del microARN. Els estudis posteriors han mostrat que el complex Drosha s'encaixa en la molècula d'ARN ~2 voltes helicoidals abans del loop terminal i una volta abans dels segments basals. En la majoria de les molècules analitzades, aquesta regió conté nucleòtids desaparellats, de manera que l'energia lliure del dúplex és relativament alta si la comparem amb la de les regions de les branques altes i baixes.
La majoria de pre-miARN no són perfectament bicatenaris (ARNdc, ARN de doble cadena o dsRNA, double-stranded RNA)amb un llaç terminal. Aquest fenomen de selectivitat té diverses explicacions hipotètiques. Una d'elles podria ser que els ARNdc de més d'11 parells de bases activessin una resposta dels interferons i la maquinària anti-viral de la cèl·lula. D'altra banda, també es creu que el perfil termodinàmic dels pre-miARN determinen quina cadena s'incorporarà al complex Dicer. Sigui com sigui, un estudi de Han et al. va mostrar moltes similituds entre els pri-miARn codificats en les respectives (5' o 3') cadenes.
Quan Dicer s'encaixa en el llaç del pre-miARN, es formen dues molècules complementàries d'ARN curt però tan sols una d'elles és integrada dins el complex RISC, motiu pel qual se l'ha anomenada cadena guia. La selecció és duta a terme per la proteïna Argonauta, l'ARNasa catalíticament activa en el complex RISC. La cadena restant, coneguda com a anti-guia o cadena passatgera, és degradada pel mateix complex RISC. Després de la incorporació en el complex RISC, les bases del microARN s'aparellen amb la regió complementària d'alguna molècula d'ARNm i n'indueixen la degradació a càrrec de les proteïnes argonautes. Fins ara, es desconeix la manera com el complex RISC activat localitza els ARNm diana dins la cèl·lula, malgrat que ha estat demostrat que el procés no està acoblat al procés de traducció de les proteïnes que sí que interessen a la cèl·lula.

## Funcions cel·lulars
La funció dels microARNs està relacionada amb la regulació gènica. És per això que són molecularment complementaris a algun segment d'un (o més d'un) ARNm. Els microARn d'origen animal són complementaris, normalment, a regions codificants dels ARNm, fet que inhibeix la seva traducció, tot i que, a vegades, també pot faciitar el seu encast. Aquest és el que es creu que podria ser el seu mode d'acció en els vegetals. En alguns casos, la formació de l'ARN de doble cadena és el desencadenant de la degradació de l'ARNm mitjançant un procés similar als dels ARN d'interferència (ARNi). D'altra banda, en altres situacions es creu que el complex de miARN bloqueja la maquinària traduccional o evita la traducció de la proteïna sense causar la seva degradació. Així, podríem trobar-nos en casos de bloqueig irreversible i reversible. Els miARN poden també dirigir la metilació de regions del genoma. La funció dels microARN està associada, també, amb un complement de proteïnes, anomenades col·lectivament miRNP.
Aquest efecte fou descrit per primera vegada en el cuc C. elegans, el 1993 per Victor Ambros i col·laboradors (Lee et al., 1993). Des del 2002, els microARNs han estat confirmats en diverses espècies animals i vegetals, C. elegans, humans i Arabidopsis thaliana. Alguns gens trobats en bacteris tenen una funció molt semblant de control d'abundància i traducció d'ARNm mitjançant, també, un procés d'aparellament de bases, tot i que no han estat considerats miARN, ja que no s'hi ha trobat involucrat l'enzim Dicer.
Als vegetals, uns tipus similars d'ARN (siRNA, short-interfering RNAs) són els encarregats de prevenir la transcipció de l'ARN viral. Encara que aquest siRNA està constituït per una doble cadena, el mecanisme és molt similar al dels miARN, especialment en el paper de les estructures hairpin i també són utilitzats per regular alguns gens cel·lulars.

## Detecció i manipulació de la senyalització de microARN
L'activitat d'un microARN pot ser bloquejada, experimentalment, utilitzant un oligo-àcid nucleic bloquejat, un oligo-morfolí (un tipus de molècula sintètica producte del redisseny de l'estructura d'un àcid nucleic natural) o un 2'-O-metil oligo-ARN. La majoria dels mètodes més eficients per a la detecció de microARN estan basats en oligonucleòtids modificats amb aquests àcids nucleics. Existeixen bases de seqüències i algorismes obertes a la comunitat científica per tal de facilitar la identificació de nous microARNs.

## Regulació
La regulació dels microARM té un impacte molt important en la correcta regulació cel·lular i, per tant, de l'organisme. Els estudis en què s'ha desactivat algun pas dins la maquinària processadora de microARN ens indiquen que els individus no poden sobreviure en la seva absència. No és tan ben conegut l'impacte que tenen els microARN individuals en els seus gens diana. Això succeeix, ja que la predicció de quina serà la diana per a cada microARN és molt complicada. De totes maneres, sí que és clar que els microARN tenen una funció molt semblant a la dels Factors de transcripció. El seu efecte pot ser més o menys important depenent de molts factors. Un reportatge de Maig de 2006 va examinar el grau de control dut a terme per un microARN específic en les cèl·lules hematopoiètiques. L'estudi indicà que un sol microARN pot definir la diferenciació entre les cèl·lules hematopoiètiques de les que no ho són. Això mostra una prova molt important del potencial regulador d'un miARN en la regulació gènica.

### microARN-155
Un dels papers dels miARN en el sistema immunitari fou reconegut en un estudi d'un dels primers miARN que foren desactivats en els ratolins, divulgat el 27 d'abril del 2007 dins la publicació Science. "L'estudi va descobrir que les cèl·lules del sistema immunitari desactivat en el ratolí no funcionaven com les cèl·lules normals i els ratolins desenvolupaven els símptomes semblants als de les malalties autoimmunitàries humanesdes. Eren, també, menys resistents a les infeccions bacterianes, com la Salmonel·la. L'equip suggerí que l'equivalent humà d'aquest miARN desenvolupa un paper molt important en el sistema immunitari humà."
Dos grups de científics, un d'ells liderat per Allan Bradley i Martin Turner a Cambridge, Anglaterra i l'altre, per Klaus Rajewsky al Harvard Medical School, tingueren la idea de crear cadenes de ratolí en els quals, el gen per a aquest microARN (microARN-155) fos deleccionat.
L'equip del Dr. Rajewsky va veure que, sense el miARN-155, el sistema immunitari es tornava irreversiblement incapaç de seleccionar les cèl·lules generadores d'anticossos específics per a atacar els elements invasors i que les seves cèl·lules defensives més importants -cèl·lules T, B i dendrítiques- funcionaven pitjor. Van descobrir, també, que la maquinària genètica del ratolí no responia bé a les vacunes i provocava errors en la immunitat. Sense miARN-155, eren incapaços de secretar citocines molt importants, substàncies de senyalització intercel·lular que coordinen diversos components del sistema immunitari.
Per descobrir com el miARN-155 podria causar aquest daltabaix en el sistema immunitari, els equips de recerca utilitzaren estudis genòmics per identificar aquells gens proteics l'activitat dels quals estava controlada pel miARN en les cèl·lules T. Més de 150 gens, amb un gran ventall de funcions biològiques havien estat reduïdes pel miARN-155, de manera que així es va demostrar el seu paper en el desenvolupament del sistema. L'equip britànic va mostrar que un gen particularment important (c-Maf), crític per a la funcionalitat de les poblacions de cèl·lules T, és una de les dianes del miARN-155.
El Dr. Rajewsky digué que la intervenció del miARN-155 en el sistema immunitari és "un descobriment completament nou que està generant un munt de replantejaments". Abans d'aquest descobriment, els immunòlegs assumien que el sistema immunitari estava governat pels nivells dels factors de transcripció.
Se sap que determinades alteracions en l'expressió del miARN-155 estan implicades en la gènesi de patologies inflamatòries cròniques, neoplàsiques i autoimmunitàries. Per exemple, la seva sobreexpressió comporta l'activació aberrant del sistema immunitari en l'artritis reumatoide.

## miARN i càncer
S'ha descobert una més que probable relació entre els microARNs i alguns tipus de càncer, com -per exemple- el pancreàtic, el de mama, el de pròstata, el glioblastoma multiforme o el de cèl·lules renals (la forma histològica de càncer de ronyó més freqüent).
El nivell d'expressió en sèrum de certs microARNs exosòmics es considera un potencial biomarcador diagnòstic del càncer de cèrvix. Particularment, s'han realitzat estudis clínics que indiquen la utilitat del miARN-152 per diagnosticar i pronosticar de forma precoç tant la displàsia de coll uterí com el càncer cervical. D'igual manera, es creu que el miARN-22 i el miARN-381 sèrics podrien ser uns biomarcadors valuosos per identificar els carcinomes tiroïdals papil·lars i els càncers gàstrics, respectivament.
Un estudi amb ratolins alterats per a produir un excés de c-myc, una proteïna implicada en molts tipus de càncer, mostra que els microARN tenen un efecte en el desenvolupament del càncer. Ratolins dissenyats per produir un excés d'alguns tipus de microARN localitzats en cèl·lules de limfoma desenvoluparen la malaltia en 50 dies i moriren dues setmanes després. En canvi, els ratolins sense aquest excés vivien, aproximadament, uns 100 dies.
Un altre estudi descobrí que dos tipus de miARN inhibeixen la proteïna E2F1, que regula la proliferació cel·lular. Sembla que aquests miARN s'enllacen als ARNm abans que aquests puguin ser traduïts a proteïnes que activen i desactiven determinats gens.
Mesurant l'activitat d'uns 217 gens codificants per a miARN, els patrons d'activitat poden discernir diferents tipus de càncer. La senyalització dels miARN podria donar lloc a una classificació dels càncers, cosa que permetria als metges i les metgesses la possibilitat de determinar l'origen tissular real dels càncers per poder dirigir-hi un tractament específic. El perfil dels miARN ha pogut, també, determinar quins malalts de leucèmia crònica limfocítica tenien les formes més o menys agressives del càncer i classificar amb precisió les leucèmies mieloides agudes pediàtriques.